# Bohotin - Pietrosu
Bohotin - Pietrosu este o arie protejată de interes național ce cosespunde categoriei a IV-a IUCN (rezervație naturală de tip paleontologic situată în județul Iași, pe teritoriul administrativ al comunei Răducăneni.

## Localizare
Aria naturală se află în partea centrală a Podișului Moldovei, în partea nord-estică a Podișului Central Moldovenesc, în extremitatea sus-estică a județului Iași, pe teritoriul estic al satului Bohotin, în imediata apropiere a drumului european E583 care leagă România de Ucraina, străbătând Republica Moldova.

## Descriere
Rezervația naturală cu o suprafață de 0,91 hectare a fost declarată arie protejată prin Legea Nr.5 din 6 martie 2000 (privind aprobarea Planului de amenajare a teritoriului național - Secțiunea a III-a -zone protejate) și reprezintă o zonă de interes paleontologic aflată în lunca văii Bohotinului, unde, în stratele de rocă sedimentară (nisipuri și argile) s-au descoperit depozite fosilifere constituite din specii de moluște, ostracode și foraminifere, atribuite Sarmațianului.